# Исторически център (Милано)
Историческият център или Кметство 1 на Милано (на италиански: Municipio 1 (Centro storico)) е една от 9-те административни общини на град Милано, Северна Италия.
Седалището на съвета се намира на ул. „Гулиелмо Маркони“ № 2.
Зоната включва целия историческия център на града, като се започне от географския център на Милано на Пиаца дел Дуомо до Кръга на бастионите (или на Испанските стени). Тя е най-гъсто населената градска зона и е една от най-малките по площ. 
Значителна част от нея заемат Пиаца дел Дуомо (Катедралният площад), Замъкът на Сфорците, Паркът Семпионе и Виале „Беатриче д'Есте“. Голяма част от останалата площ е посветена на музеи и административни сгради.

## Квартали
Зоната включва следните квартали:
- Брера, където се намират едноименните Академия за изящни изкуства и Художествена галерия, значително допринесли за развитието на квартала като средище на художници и място с бохемска атмосфера, понякога наричана „Миланския Монмартър“.[3] Академия и галерията са разположени в Дворец „Брера“, където се намират и Миланската ботаническа градина, Астрономическата обсерватория „Брера“ и Националната библиотека „Брайденсе“. Други характеристики, които допринасят за характера на Брера са ресторанти, барове, нощни клубове, антикварни магазинчета, пъстри улични пазари, както и сергиите на врачките;
- Виале „Беатриче д'Есте“, сенчест исторически булевард, част от обикалящ град Милано маршрут, с известни паметници, като стените на Милано и дворци на 50-те г. на 20. век;
- Порта Семпионе – исторически район, който включва в себе си част от бул. „Семпионе“. Основната атракция на този район е Замъкът на Сфорците, който доминира над парка Семпионе, най-големият в центъра на Милано. В парка се намират други известни паметници и забележителности като Торе Бранка, Дворецът на изкуството (седалище на Миланското Триенале), скулптури на Джорджо де Кирико и обществен аквариум. Целият район е един от центровете на т. нар. „Миланска мовида“ (нощен живот), с много барове, кръчми, ресторанти и дискотеки; Rai – обществената телевизия, както и някои от най-големите радиостанции имат седалище в района.[4]
- Порта Теналя
- Исторически център;
- Конка дел Навильо;
- Гуастала.

## Образование
Благодарение на централното си разположение Кметство 1 е дом на някои от изявените учебни заведения. В района се намират основните сгради на два университета:
- Миланският университет, основан през 1924 г., недалеч от Пиаца дел Дуомо. В края на Втората световна война старата сграда на Оспедале дей Повери (Приют за бедните), известна като Ка' гранда, е предназначена за университета. Сградата, един от първите италиански образци на гражданската архитектура, е въведена в експлоатация през 15. век от сем. Сфорца, херцози на Милано, е била сериозно повредена в резултат на бомбардировките през 1943 г. През 1958 г., след редица сложни реконструкции и ремонтни работи, тя се превръща в дом за университета, ректората, административните учреждения и училищата по право и хуманитарни науки.
- Академията за изящни изкуства „Брера“ е основана през 1776 г. от Мария Терезия в Двореца „Брера“, построен през 1615 г. по проект на Франческо Мария Рикини и до 1773 г. е Йезуитски колеж.

## Транспорт
Станции на миланското метро в зона 1:
- Кадорна, Кайроли, Кордузио, Дуомо, Палестро, Порта Венеция, Сан Бабила;
- Кадорна, Ландза, Москова;
- Крочета, Дуомо, Мисори, Mонтенаполеоне, Порта Романа, Турати.
- Area C

Кмество 1 се обхваща от системата Area C -такса за автомобили, въведена на 16 януари 2012 г., заменяйки предишната такса Ecopass. Тя се основава на забранената за трафик зона или ZTL В ZTL включва в себе си около 8,2 km2 (3,2 sq mi) и 77 000 жители (4,5% и 6% от всички краища на града, съответно). Размер на разположение през 43 порта, следи видеокамери. Целта на програмата е да намали значително хроничните задръствания, които настъпват в Милано, за насърчаване на устойчивата мобилност и обществен транспорт, и за намаляване на съществуващите нива на смог, които са нестабилни от гледна точка на общественото здраве.
Area C е окончателно одобрена като постоянна програма на 27 март 2013 г.

## Забележителности
- Пиаца дел Дуомо и Миланската катедрала;
- „Ла Скала“ - оперен театър;
- Галерия „Виторио Емануеле II“, най-старият в света търговски пасаж;
- Палацо Марино, кметството;
- Виа „Монтенаполеоне“, луксозна търговска улица;
- Квадрилатеро дела Мода, пространство за висша мода;
- Пиаца „Кордузио“;
- Кралския дворец в Милано;
- Малък театър;
- Дворец „Медзаноте“, седалище на Италианската фондова борса;
- Парк „Семпионе“, главен парк в центъра на града;
- Академия за изящни изкуства „Брера“ и Художествена галерия „Брера“;
- Замък на Сфорците;
- Торе Веласка.

## Галерия
- Арка на мира, Порта Семпионе
- Замък на Сфорците, главната кула
- Галерия „Виторио Емануеле II“
- Театър „Ла Скала“
- Улица в Брера
- Парк „Семпионе“

## Карти
- Карта за зона 1
- Area C – зона s ограничен трафик (ZTL)